# Мальцев, Александр Иванович
Алекса́ндр Ива́нович Ма́льцев (8 [20] июня 1879, слобода Чернянка, Курская губерния — 5 апреля 1948, Майкоп) — российский учёный-ботаник, автор двухтомного «Атласа важнейших видов сорных растений СССР». Академик ВАСХНИЛ (1935).

## Биография
В 1908 году окончил Юрьевский (Тартуский) университет. Работал в Бюро по прикладной ботанике Учёного комитета Главного управления землеустройства и земледелия (с 1917 заведующий Степной опытной станцией).
В 1924—1941 годах — заведующий отделом сорных растений Института прикладной ботаники и новых культур (с 1930 года — ВНИИ растениеводства).
Доктор сельскохозяйственных наук (1937 — без защиты диссертации). Академик ВАСХНИЛ (1935, утверждён в числе первых 42 действительных членов академии). В 1940 году за большие заслуги в деле изучения сорных растений и разработку мероприятий по борьбе с ними награждён Малой золотой медалью Всесоюзной сельскохозяйственной выставки.
С 1940 года — член Научно-технического совета Наркомзема СССР, заведующий секцией по борьбе с сорняками ВАСХНИЛ.
В 1941 был арестован как сторонник Н. И. Вавилова. Содержался в тюрьме города Златоуста. В 1945 году приговорен к 5 годам ссылки, работал в Северо-Казахстанской области агрономом совхоза. Освобожден в 1946 году (ему зачли в срок ссылки период содержания в тюрьме). С 25 октября 1946 года — заведующий отделом сорных растений Майкопской станции ВИР.
Умер 5 апреля 1948 года. Похоронен на горе Шахан Майкопский район ныне Республика Адыгея.

## Память
- В Майкопском районе Адыгеи на горе Шахан на могиле академика установлен надгробный памятник[3].